# Лерински говор
Леринският говор е български диалект от крайната югозападна група югозападни говори. Говори се в рамките на Република Гърция – в района на град Лерин. На юг граничи с костурския говор, на изток – с кукушко-воденския, а на север – с битолския.
Поради нееднородността в някои от характеристиките на леринския говор, както и с оглед на сходства със съседните му говори, този диалект се разглежда като преходен между битолския и кукушко-воденския.
Македонската диалектология го систематизира като част от прилепско-битолския диалект на т. нар. македонски език.

## Характерни особености
- Праславянските *tj и *dj са застъпени различно
  - *tj като шт/шч/к’/йк’ – гàшти/гàшчи (гащи), кỳк’а/кỳйк’а (къща)
  - *dj като жд/ждж/ж – вèжда/вèжджа/вèжа (вежда)
- Лични местоимения за 3 л. ед.ч.:
  - м.р.: той, он
  - ж.р.: тàа, òна
  - мн.ч.: тѝе, они
- Членно окончание -о за м. р.: нòжо (ножът), чòвеко (човекът).
- Глаголни окончания за 1 л. ед. ч. сег. време при глаголи от I и II спрежение:
  - -а – нòса, бèра, сèйа
  - -ам – нòсам, бèрам, сèйам
- Времеви конструкции с помощта на глагола сум + страдателно причастие: сум дòйден, бèше дòйден
- Времеви конструкции с помощта на глаголите ѝмам/нèмам + страдателно причастие: ѝмам одèно, нèмам орàно;
- Ударение, падащо на предподследната или третата сричка: воденѝчар, òфчар, седỳмдесе.

Някои от различията в характеристиките на леринския говор могат да се групират по географски критерий:
|                         | северни подговори | южни подговори | книжовен български |
| Застъпник на стб. ѫ     | а зàби, пат       | ъ зъ̀би, път    | ъ зъ̀би, път        |
| Застъпник на групата ъл | ъ вък             | ъл вълк        | ъл вълк            |